# Verderio

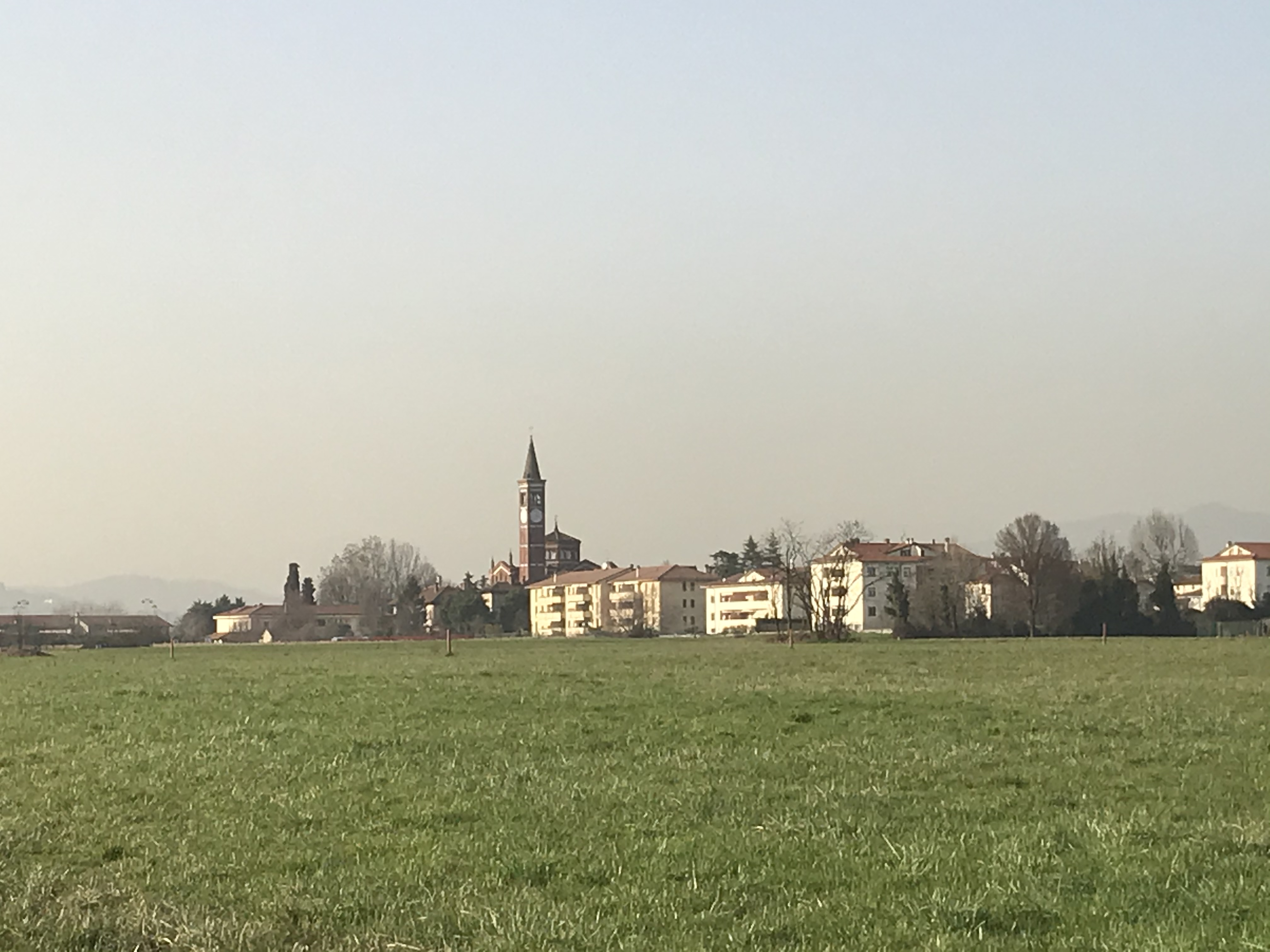
Verderio Superiore

Verderio (lombardisch Verdé) ist eine italienische Gemeinde in der Provinz Lecco in der norditalienischen Region Lombardei mit 5452 Einwohnern (Stand 31. Dezember 2023).

## Geographie
Verderio ist die südlichste Gemeinde der Provinz Lecco und liegt ca. 20 km südlich der Provinzhauptstadt Lecco und 30 km nordöstlich der Millionen-Metropole Mailand. Östlich des Gemeindegebiets fließt die Adda. Im Jahr 1971 hatte die Gemeinde Verderio Inferiore eine Fläche von 390 Hektar.
Nachbargemeinden sind Robbiate sowie Paderno d’Adda im Norden und in der Provinz Monza und Brianza die Gemeinden Cornate d’Adda im Osten, Sulbiate und Aicurzio im Süden, Bernareggio im Südwesten und Ronco Briantino im Westen.

## Geschichte
Der Name Verderio leitet sich wahrscheinlich vom lateinischen Wort viridarium ab, das Garten bedeutet. Die Römer unter der Führung des Konsuls Marcellus besiegten 222 vor Christus die Insubrer an diesen Orten in einer entscheidenden Schlacht. Andere Funde deuten auf die spätere Anwesenheit der Langobarden und dann der Franken hin. Auf letztere geht die Burg aus dem 10. Jahrhundert zurück, auf deren Ruinen die Villa Gallavresi errichtet wurde, in der heute die Stadtbibliothek untergebracht ist. Zwischen dem 12. und 14. Jahrhundert war der Ort von der Anwesenheit der Templer geprägt, die zwei wichtige Sitze in der Commenda und in Castel Negrino (heute in der Gemeinde Aicurzio, aber einst Teil des Gebiets von Verderio) sowie im Gehöft Brugarola hatten. Als Beweis dafür erscheint ein gewisser Dalmazio da Verderio in den Ritterlisten des Ordens. Mit der Aufhebung des Ritterordens im Jahr 1312 durch Philipp den Schönen, König von Frankreich, gingen die Besitztümer der Templer an den Malteserorden über.
In der Schlacht an der Adda, bei der Ende April 1799 eine russisch-österreichische Armee unter Alexander Suworow eine französische Armee unter Jean-Victor Moreau besiegte, nahm Joseph Philipp Vukasović bei Verderio den französischen General Jean Sérurier gefangen. Die Franzosen, die sich in der Villa Confalonieri verbarrikadiert hatten, wurden zur Kapitulation gezwungen, aber unter den dreitausend Toten auf dem Feld waren viele Österreicher. Die Sieger, die zunächst als Befreier gefeiert wurden, gingen zu Plünderungen, Brandschatzungen und anderen Vandalismusakten über. Zwei Gedenktafeln erinnern an das tragische Ereignis.
Infolge des zeitweiligen Zusammenschlusses der lombardischen Provinzen mit dem Königreich Sardinien wurde die Gemeinde Verderio Inferiore mit 837 Einwohnern, die von einem fünfzehnköpfigen Gemeinderat und einem zweiköpfigen Stadtrat verwaltet wird, gemäß der durch das Gesetz vom 23. Oktober 1859 festgelegten territorialen Aufteilung in den Bezirk III von Brivio, Bezirk III von Lecco, Provinz Como, aufgenommen.
Bei der Verfassung des Königreichs Italien im Jahr 1861 hatte die Gemeinde 861 Einwohner (Volkszählung 1861). Nach dem Gemeindegesetz von 1865 wurde die Gemeinde von einem Bürgermeister, einer Junta und einem Rat verwaltet. Im Jahr 1867 wurde die Gemeinde in denselben Bezirk, Kreis und dieselbe Provinz eingegliedert (Verwaltungsbezirk 1867). Im Jahr 1872 wurde die Gemeinde Verderio Inferiore zur neuen Gemeinde Verderio zusammengelegt. Im Jahr 1905 wurde die autonome Gemeinde Verderio Inferiore durch Abtrennung ihres Gebiets von der Gemeinde Verderio neu gebildet. Nach der Gemeindereform von 1926 wurde die Gemeinde von einem Podestà verwaltet. Nach der Gemeindereform von 1946 wurde die Gemeinde Verderio Inferiore von einem Bürgermeister, einer Junta und einem Gemeinderat verwaltet.
Die heutige Gemeinde entstand am 4. Februar 2014 aus den vorherigen Gemeinden Verderio Inferiore (ins Deutsche übertragen etwa „Nieder-Verderio“) und Verderio Superiore („Ober-Verderio“). Dem voraus ging ein Referendum im Dezember 2013, bei dem sich in beiden Gemeinden die Mehrheit der Einwohner für den Zusammenschluss aussprach, nachdem dies bei zwei vorherigen Referenden (1994 und 2004) von den Einwohnern des etwas kleineren Oberortes abgelehnt wurde.

## Bevölkerung

Kirche Santi Nazaro e Celso

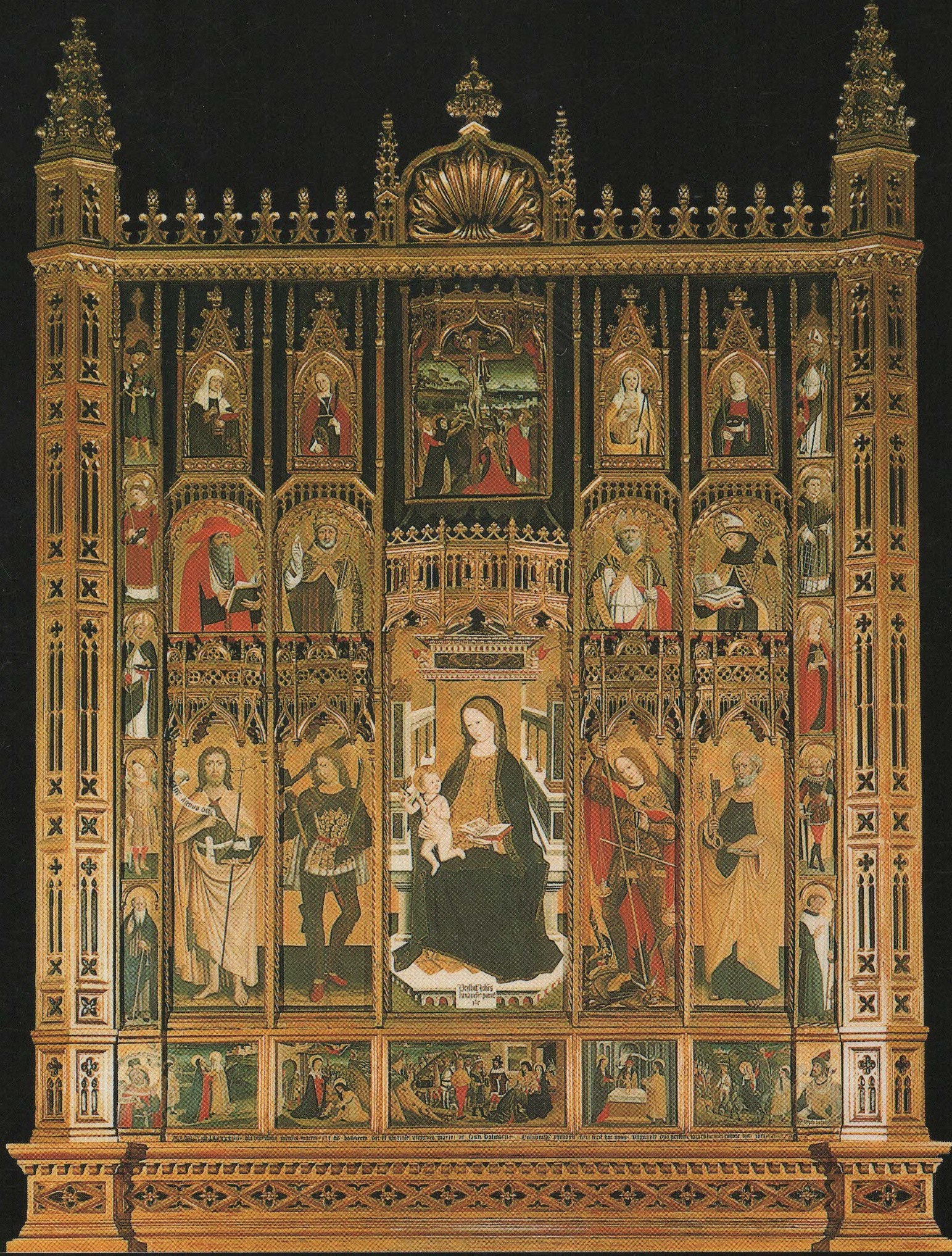
Pala Canavesio

| Bevölkerungsentwicklung | Bevölkerungsentwicklung | Bevölkerungsentwicklung | Bevölkerungsentwicklung | Bevölkerungsentwicklung | Bevölkerungsentwicklung | Bevölkerungsentwicklung | Bevölkerungsentwicklung | Bevölkerungsentwicklung | Bevölkerungsentwicklung | Bevölkerungsentwicklung | Bevölkerungsentwicklung | Bevölkerungsentwicklung | Bevölkerungsentwicklung | Bevölkerungsentwicklung |
| ----------------------- | ----------------------- | ----------------------- | ----------------------- | ----------------------- | ----------------------- | ----------------------- | ----------------------- | ----------------------- | ----------------------- | ----------------------- | ----------------------- | ----------------------- | ----------------------- | ----------------------- |
| Jahr                    | 1861                    | 1871                    | 1881                    | 1901                    | 1921                    | 1931                    | 1951                    | 1961                    | 1971                    | 1981                    | 1991                    | 2001                    | 2011                    | 2022                    |
| Einwohner               | 1717                    | 1922                    | 2044                    | 2416                    | 2503                    | 2595                    | 2536                    | 2436                    | 2365                    | 2766                    | 3405                    | 4828                    | 5659                    | 5502                    |
| Quelle: ISTAT           |                         |                         |                         |                         |                         |                         |                         |                         |                         |                         |                         |                         |                         |                         |

## Sehenswürdigkeiten
- Pfarrkirche Santi Nazario e Celso erbaut 1906 in Verderio Inferiore an der Stelle einer früheren Kirche, die 1779 zur Pfarrkirche erhoben wurde.[2]
- Kirche Santi Giuseppe e Floriano in Verderio Superiore gegen Ende des 19. Jahrhunderts nach einem Entwurf von Fausto Bagatti Valsecchi umgebaut und beherbergt im Inneren ein Polyptychon von Giovanni Canavesio (das Altarbild des Hochaltars von Verderio).[3]
- Ehemalige Pfarrkirche.[4]
- Kirche Sant’Ambrogio.[5]
- Kapelle Mariä Himmelfahrt.[6]
- Kapelle des Heiligen Rochus.[7]
- Villa Confalonieri (ehemals Gnecchi) aus dem 16. Jahrhundert, renoviert nach einem Entwurf von Architekt Fausto Bagatti Valsecchi.[8]
- Villa Gnecchi (ehemals Arrigoni), die im 18. Jahrhundert von der gleichnamigen Familie umgebaut wurde, zu der auch Francesco Gnecchi gehörte, der auch Bürgermeister der Stadt war.[9]
- Ehemalige Villa Pollastri.[10]
- Cascina Salette (1856), die ihren Namen dem Vorhandensein einer Marienstatue verdankt, die 1856 von Graf Confalonieri aus La Salette-Fallavaux transportiert wurde.[11]
- Cascina Airolda (1858).[12]
- Cascina Bergamina (XIX secolo).[13]
- Villa Comunale[14]

## Einzelnachweise

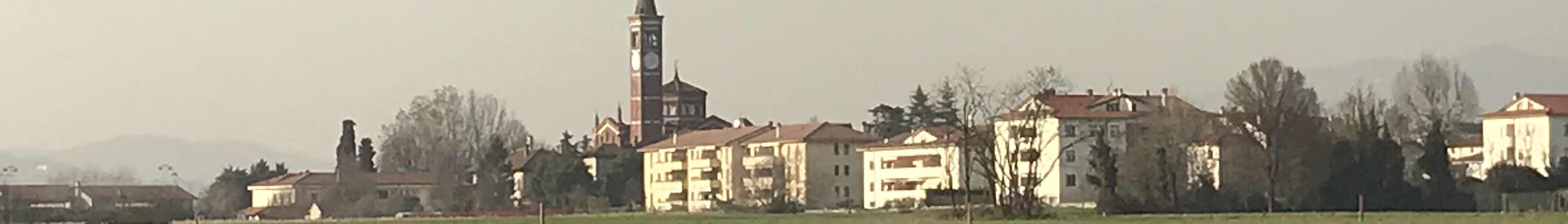
Verderio